# Exanthica trigonella
Exanthica trigonella is een vlinder uit de familie van de stippelmotten (Yponomeutidae). De wetenschappelijke naam van de soort werd in 1875 gepubliceerd door Felder.